# Mount Magellan
Der Mount Magellan, auch Magellan genannt, ist ein Berg der Neuseeländischen Alpen im Mount-Cook-Nationalpark auf der Südinsel Neuseelands. Der Berg ist 3049 m hoch und befindet sich weniger als einen Kilometer nordwestlich des 3144 m hohen Mount Teichelmann.
Er ist nach dem portugiesischen Entdecker Ferdinand Magellan benannt.